# Mod DB
Mod DataBase, или Mod DB, — сайт, посвящённый созданию модификаций к компьютерным играм. Он был основан в 2002 году Скоттом «INtense!» Рейсманисом и быстро завоевал репутацию самого большого портала, посвящённому созданию модов. По статистике, на Mod DB заходят более чем 2 000 000 уникальных посетителей в месяц, на сайте зарегистрировано более 300 000 пользователей и более 13 000 модификаций для множества платформ, в том числе для PC, Mac, Linux, iPad, iPhone, Android, Wii, PSP, X360, XBOX, DC и многих других.

## Цели
Целью Mod DB является сбор информации о модах: скриншоты, учебные пособия, а также размещение самих модов в Интернете. По замыслу Скотта, все зарегистрированные пользователи должны были принять активное участие в разработке и развитии сайта. С этой целью наиболее активные члены были выбраны в качестве модераторов и администраторов. Основной персонал в целом остался прежним, в то время как более низкие позиции занимают стажёры-модераторы и кандидаты в администраторы. Сотрудники сайта в основном выступают в качестве сопровождающих или библиотекарей, делая соответствующее содержание доступным для общественности.

## История
История Mod DB начинается в 1998 году с создания Скоттом Рейсманисом сайта ModRealm, первоначально посвящённого читам для Counter-Strike. Уже после закрытия данного сайта 17 декабря 2001 года Рейсманис, который являлся программистом движка сайта, начал ещё один проект — сайт, который должен был охватывать всю тематику модов. После нескольких месяцев разработки, Mod DB версии 1.0 был выпущен в июне 2002 года, он быстро набирает группу основных участников, которые стали основой для активного сообщества, которое сайт имеет сегодня.
В 2004 году была выпущена вторая версия сайта, в которой были реализованы многие новые функции, был произведён полный редизайн сайта. Третья версия стартует в декабре 2005 года, вновь следуют реорганизации сайта и дизайна.
6 октября 2006 года сайт Addon DB вместе с командой Mod DB открыл публичную бета-версию для зарегистрированных пользователей. Цель Addon DB состояла в том, чтобы в список дополнительного контента не были включены модели, текстуры и карты. После создания Addon DB, Скотт Рейсманис основал DesuraNET, которая впоследствии приобрела право собственности на Addon DB и Mod DB.
В сентябре 2007 Mod DB был снова изменён, чтобы довести его до версии 4.0. Это включало интеграцию Addon DB в Mod DB. В данную версию включены значительные усовершенствования, такие как способность регистрировать игру, а не только мод, а также улучшенную систему личных сообщений.
В 2010 году DesuraNET запустила проект «Indie DB», интернет-портал инди-игр.
В 2011 Mod DB удалили проект School Shooter: North American Tour 2012:
[Мы удалили SS: NAT 2012] из-за получения огромного количества угрожающей почты, поскольку люди считают, что мы творцы, сторонники и создатели этого контента...Kotaku

## Награда «Мод года»
Mod DB на сайте Moд года выдает награды «Золотой Ключ», с целью установить промышленный стандарт в награждении изобретательных и высококачественных создателей модов. Моды выбираются с помощью голосования на сайте, а затем рассматриваются сотрудниками, производящими окончательный список победителей. Конкурс направлен на стимулирование всех областях моддинга, с различными категориями, такими как графика и игры, а также выявление победителей традиционного соревнования «лучший мод».